# 26 maggio
Il 26 maggio è il 146º giorno del calendario gregoriano (il 147º negli anni bisestili). Mancano 219 giorni alla fine dell'anno.

## Eventi
- 451 – Si combatte la battaglia di Avarayr tra ribelli armeni e l'Impero Sasanide, i primi, benché sconfitti, ottengono il diritto di osservare la loro religione;
- 1249 – Enzo di Svevia, re di Torres, viene sconfitto a Fossalta dai guelfi bolognesi;
- 1303 – Si celebra il matrimonio tra Federico III di Sicilia ed Eleonora d'Angiò presso il Duomo di Messina;
- 1328 – Guglielmo di Occam lascia in segreto Avignone sotto la minaccia di papa Giovanni XXII;
- 1432 – Apparizione della Madonna a Giannetta de' Vacchi nella città di Caravaggio;
- 1495 – Solenne investitura di Ludovico il Moro e Beatrice d'Este a duchi di Milano[1];
- 1538 – La città di Ginevra espelle Giovanni Calvino;
- 1595 – Muore a Roma San Filippo Neri, fondatore dell'oratorio;
- 1637 – Guerra pequot: una forza alleata di Puritani e Mohawk, comandata dal capitano inglese John Mason, attacca un villaggio Pequot nel Connecticut, uccidendo circa 500 abitanti;
- 1647 – Alse Young è la prima vittima dei processi per stregoneria nelle colonie britanniche in America e viene impiccata ad Hartford (Connecticut);
- 1670 – A Dover, Carlo II d'Inghilterra e Luigi XIV di Francia firmano un trattato segreto che pone fine alle ostilità tra i due regni;
- 1734 – Battaglia di Bitonto: il Regno di Napoli, diventa indipendente sotto Carlo III di Borbone, che lo sottrae agli austriaci;
- 1736 – Battaglia di Ackia: i britannici e la tribù nativa americana dei Chickasaw sconfiggono le truppe francesi;
- 1751 – Un meteorite cade a Hrašćina alla presenza di un grande numero di testimoni;
- 1798 – Una forte scossa di terremoto, alle ore 13:10, colpisce Siena provocando alcune vittime e ingenti danni a molti edifici della città;
- 1805 – Napoleone viene incoronato re d'Italia nel Duomo di Milano: sarà l'ultimo dei sovrani italiani cinto con la Corona ferrea, una tradizione che durava fin dal Regno longobardo;
- 1828 – Il misterioso trovatello Kaspar Hauser viene scoperto mentre vaga per le vie di Norimberga;
- 1831 – Viene giustiziato a Modena il patriota italiano Ciro Menotti;
- 1851 – Inizia a Londra il primo torneo scacchistico internazionale della storia;
- 1859 – Seconda guerra d'Indipendenza italiana: i soldati di Garibaldi sconfiggono le truppe del generale Urban nella battaglia di Varese;
- 1864 – Il Montana viene organizzato come territorio degli Stati Uniti d'America;
- 1865 – Guerra di secessione americana: il generale confederato Edmund Kirby Smith, comandante della divisione del Trans-Mississippi, è l'ultimo generale confederato ad arrendersi, a Galveston (Texas);
- 1868 – Termina il processo per l'impeachment del presidente degli Stati Uniti d'America Andrew Johnson, che viene ritenuto innocente per un solo voto;
- 1889 – All'interno della Torre Eiffel apre al pubblico il primo ascensore;
- 1890 – James Dunham uccide sei persone, a Campbell (California);
- 1896 – Nicola II viene incoronato zar di Russia;
- 1896 – Charles Dow pubblica la prima edizione dell'Indice Dow Jones;
- 1896 – Lo scrittore irlandese Oscar Wilde viene condannato a due anni di prigione per il reato di sodomia;
- 1897 – Il romanzo Dracula di Bram Stoker viene messo in vendita a Londra;
- 1906 – Viene inaugurato a Londra il Vauxhall Bridge;
- 1908 – A Masjid-al-Salaman, nella Persia sud-occidentale, viene scoperto il più grande giacimento di petrolio del mondo; i diritti di sfruttamento vengono acquisiti da una compagnia britannica;
- 1917 – Un potente tornado F4 sconvolge Matoon (Illinois) uccidendo 101 persone e ferendone 689; è considerato il tornado più longevo di tutti i tempi, durato oltre 7 ore su un percorso di 293 miglia;
- 1918
  - Viene fondata la Repubblica Democratica di Georgia;
  - Battaglia di Sardarapat, le forze armene sconfiggono l'esercito ottomano;
- 1923 – Comincia la prima 24 Ore di Le Mans;
- 1932 – L'ammiraglio Saitō Makoto diventa primo ministro del Giappone;
- 1936 – Alla Casa dei Comuni dell'Irlanda del Nord Tommy Henderson parla per 10 ore consecutive, finendo alle prime luci dell'alba del giorno dopo;
- 1938 – Negli Stati Uniti la Commissione della Camera dei rappresentanti per le attività anti-americane svolge la sua prima seduta; è uno dei primi atti del maccartismo;
- 1940 – Seconda guerra mondiale, battaglia di Dunkerque: in Francia, le forze Alleate iniziano una gigantesca evacuazione da Dunkerque (Operazione Dynamo);
- 1941 – Seconda guerra mondiale:
  - Inizia la battaglia di Ain-El-Gazala;
  - "Caccia alla Bismarck": un siluro lanciato da un biplano decollato dalla portaerei inglese HMS Ark Royal (91) colpisce la corazzata tedesca Bismarck danneggiandone il meccanismo di controllo del timone e segnandone di fatto la fine; la corazzata verrà affondata il giorno seguente dalla Royal Navy;
- 1944 – Seconda guerra mondiale: l'88ª Divisione del generale Geoffrey Keyes si ricongiunge con le forze del VI Corpo ad Anzio, portando così a termine la battaglia per la testa di ponte e consentendo alle forze anglo-americane di dirigersi verso Roma;
- 1966 – La Guyana britannica ottiene l'indipendenza come Guyana;
- 1967 – I Beatles pubblicano nel Regno Unito l'album Sgt. Pepper's Lonely Hearts Club Band; nello stesso giorno di dieci anni dopo, nel 1977, debutterà a Broadway il musical Beatlemania, mentre nello stesso giorno di 26 anni dopo, nel 1993, Singapore toglierà il bando alla musica dei Beatles;
- 1969
  - Programma Apollo: l'Apollo 10 rientra sulla Terra dopo un test di otto giorni di tutti i componenti necessari per l'imminente primo sbarco dell'uomo sulla Luna;
  - John Lennon e Yōko Ono iniziano il loro secondo bed-in per la pace nel Fairmont La Reine Elizabeth Hotel a Montréal;
- 1970 – L'aereo sovietico Tupolev Tu-144 diventa il primo aereo commerciale da trasporto a superare Mach 2;
- 1972
  - Gli USA e l'URSS firmano il Trattato anti missili balistici;
  - Viene fondato il Parco nazionale di Willandra, in Australia;
- 1977 – George Willig scala la torre sud del World Trade Center a New York;
- 1978 – Ad Atlantic City (New Jersey) apre il Resorts International, il primo casinò legale sulla East Coast degli USA;
- 1981 – Il presidente del Consiglio italiano Arnaldo Forlani si dimette dal suo incarico a seguito dello scoppio dello scandalo sulla loggia P2;
- 1983 – Un terremoto di magnitudo 7.7 colpisce il Giappone, causando uno tsunami che uccide almeno 104 persone, ne ferisce migliaia e causa ingenti danni a diverse strutture;
  - La NASA lancia il satellite EXOSAT;
- 1986 – La Comunità europea adotta la bandiera europea;
- 1991
  - Un Boeing 767-300 della Lauda Air esplode sopra un'area rurale della Thailandia causando 223 vittime;
  - Zviad Gamsakhurdia diviene il primo presidente della Repubblica di Georgia in era post-sovietica;
- 2001 – Un TGV Réseau stabilisce il record di velocità ferroviaria media su lunga distanza, tra Calais e Marsiglia: 306,37 km/h di velocità media, 1067,2 km coperti in 3 ore e 26 minuti;
- 2002
  - Il 2001 Mars Odyssey trova segni di grossi depositi di ghiaccio sul pianeta Marte;
  - Álvaro Uribe diventa presidente della Colombia;
- 2003 – Solo tre giorni dopo il record precedente, lo Sherpa Lakpa Gelu scala l'Everest in 10 ore e 56 minuti; il ministero del turismo del Nepal confermerà il record nel luglio dello stesso anno;
- 2004 – Il New York Times pubblica un'ammissione di errore giornalistico, riconoscendo la mancanza di scetticismo verso le fonti sulle cosiddette "arma di distruzione di massa" e la relativa pubblicazione di reportage non imparziali che hanno aiutato a promuovere la guerra in Iraq del 2003;
- 2020 – Le proteste scatenate dall'omicidio di George Floyd scoppiano a Minneapolis-Saint Paul, per poi diffondersi negli Stati Uniti e in tutto il mondo.

## Nati
Ci sono circa 1 100 voci su persone nate il 26 maggio; vedi la pagina Nati il 26 maggio per un elenco descrittivo o la categoria Nati il 26 maggio per un indice alfabetico.

## Morti
Ci sono circa 500 voci su persone morte il 26 maggio; vedi la pagina Morti il 26 maggio per un elenco descrittivo o la categoria Morti il 26 maggio per un indice alfabetico.

## Feste e ricorrenze

### Civili
Internazionali:
- Giornata mondiale della Sclerosi multipla[2]

Nazionali:
- Guyana – Festa dell'autonomia dal Regno Unito
- Italia - Giornata del sollievo[3]
- Polonia – Festa della mamma

### Religiose
Cristianesimo:
- Santa Maria del Fonte presso Caravaggio
- San Filippo Neri, sacerdote
- Sant'Andrea Kaggwa, martire
- San Berengario di Saint-Papoul, monaco
- San Desiderio di Vienne, vescovo e martire
- Sant'Edmondo degli Angli, re
- Sant'Eleuterio, papa
- Santi Felicissimo, Eraclio e Paolino, martiri a Todi
- San Gennadio, monaco benedettino
- Santi Giovanni Doan Trinh Hoan e Matteo Nguyen Van Phuong, martiri
- San Giuseppe Chang Song-jib, martire
- San Guinizzone, monaco benedettino
- San Lamberto di Bauduen, vescovo
- Santa Mariana de Paredes y Flores (Santa Maria Anna di Gesù), vergine
- San Pardo di Larino, vescovo
- San Pere Sans Jordà, vescovo e martire
- San Ponziano Ngondwe, martire
- San Quadrato, vescovo o apologista cristiano
- San Prisco di Auxerre, martire
- San Simetrio di Roma, martire
- San Zaccaria di Vienne, vescovo e martire
- Beato Andrea Franchi, vescovo, domenicano
- Beati Arnaldo Buysson e 11 compagni, martiri mercedari
- Beato Francesco Patrizi da Siena, sacerdote
- Beata Maria Angelica Mastroti di Papasidero
- Beata Regintrude di Nonnberg, badessa

Wicca:
- 2006 – Luna del fiore